# (4902) Tersandro
(4902) Tersandro es un asteroide que forma parte de los asteroides troyanos de Júpiter y fue descubierto por Carolyn Jean S. Shoemaker el 9 de enero de 1989 desde el observatorio del Monte Palomar, Estados Unidos.

## Designación y nombre
Tersandro se designó al principio como 1989 AN2.
Posteriormente, en 1993, recibió su nombre de Tersandro, un personaje de la mitología griega.

## Características orbitales
Tersandro orbita a una distancia media del Sol de 5,205 ua, pudiendo alejarse hasta 5,427 ua y acercarse hasta 4,983 ua. Tiene una inclinación orbital de 9,073 grados y una excentricidad de 0,04262. Emplea 4337 días en completar una órbita alrededor del Sol.

## Características físicas
La magnitud absoluta de Tersandro es 9,8 y el periodo de rotación de 738 horas.